# François Toch
François (Frans) Toch (Gent, 17 juni 1881 - Gentbrugge, 18 september 1962) was een Belgisch senator en burgemeester.

## Levensloop
Toch was twaalf toen hij telegrambesteller werd. In 1905 werd hij treinmachinist. Tijdens de Eerste Wereldoorlog was hij behulpzaam in het lokale Hulp- en Voedingscomité. 
Hij was ondertussen ook actief in de socialistische vakbond. In 1917 werd hij secretaris van het Nationaal Syndikaat voor werklieden en bedienden van Spoorweg, Post, Telegraaf, Telefoon, Zeewezen, Vliegwezen en N.I.R. Hij werd er later voorzitter van. Tussen 1920 en 1924 zetelde hij ook in de Syndikale Kommissie voor de spoorwegarbeiders. Hij was ook bestuurder van de Vooruit in Gent en voorzitter van de BSP-afdeling van Gentbrugge.
In 1926 werd hij gemeenteraadslid van Gentbrugge, in 1933 eerste schepen en van 1937 tot 1947 en van 1953 tot 1958 burgemeester.
Hij had vooral een lange carrière als socialistisch senator:
- 1925-1929: gecoöpteerd senator,
- 1929-1936: provinciaal senator voor Oost-Vlaanderen,
- mei-juni 1936: rechtstreeks verkozen senator voor het arrondissement Gent,
- 1936-1946: provinciaal senator voor Oost-Vlaanderen.